# NGC 373
NGC 373 è una galassia ellittica situata nella costellazione dei Pesci.
Fu scoperta il 12 dicembre 1876 da John Louis Emil Dreyer.